# Tom Rogić
Tomas Petar Rogić (født 16. december 1992) er en australsk, tidligere professionel fodboldspiller.

## Klubkarriere

### Tidlige karriere
Rogić begyndte sin karriere med at spille på amatør og semi-professionelt niveau i Australien.

### Central Coast Mariners
Rogić skiftede i januar 2012 til Central Coast Mariners, og gjorde sin professionelle debut den 21. januar 2012.

### Celtic
Rogić skiftede i januar 2013 til Celtic efter at have imponeret for Mariners. Han debuterede for Celtic den 16. januar 2013, men havde begrænset spilletid.

#### Lån til Melbourne Victory
Rogić blev i januar 2014 udlånt til Melbourne Victory.

#### Celtic retur
Rogić begyndte efter august 2015 at spille fast hos Celtic, og trak interesse fra klubber som Arsenal og Valencia. Rogić besluttede sig dog for at blive hos Celtic, og underskrev en ny kontrakt med klubben. Efter mere end 250 kampe for klubben på tværs af alle turneringer, annoncerede Celtic i maj 2022, at Rogić ville forlade klubben ved kontraktudløb i juli 2022.

### West Bromwich Albion
Rogić skiftede i september 2022 til West Bromwich Albion.

## Landsholdskarriere

### Futsal
Rogić repræsenterede Australien i futsal ved det asiatiske mesterskab i futsal i 2010.

### Olympiske landhold
Rogić spillede i 2012 en enkelt kamp for Australiens Olympiske Fodboldlandshold under kvalifikationen til OL 2012.

### Seniorlandsholdet
Rogić debuterede for seniorlandsholdet den 14. november 2012. Han var del af Australiens trupper til Confederations Cup 2017, VM 2018 og AFC Asian Cup 2019.

## Titler
Central Coast Mariners
- A-League: 1 (2011-12)

Celtic
- Scottish Premiership: 6 (2015-16, 2016-17, 2017-18, 2018-19, 2019-20, 2021-22)
- Scottish Cup: 5 (2012-13, 2016-17, 2017-18, 2018-19, 2019-20)
- Scottish League Cup: 5 (2016-17, 2017-18, 2018-19, 2019-20, 2021-22)

Individuelle
- AFC Asian Cup Dream Team: 1 (2019)
- PFA Scottish Premiership Årets hold: 1 (2021-22)
- PFA Årets mandlige australske fodboldspiller: 1 (2021-22)